# Абелівська премія
А́белівська пре́мія з математики, названа так на честь норвезького математика Нільса Генріка Абеля, заснована урядом Норвегії в 2002 році, і, починаючи з 2003 року, ї щорічно присуджують видатним математикам сучасності. Грошовий розмір премії можна порівняти з розміром Нобелівської премії і, в доларовому еквіваленті, він становить трохи менше мільйона доларів США. Метою засновників цієї премії було не тільки заохочення математиків зі світовим ім'ям, але й широка реклама та популяризація сучасної математики, особливо серед молоді.

## Історія
Перша пропозиція заснування премії пролунала в рамках відзначення 100-х роковин народження Абеля. У 1899, незадовго до своєї смерті, Софус Лі пропонував запровадити Абелівську премію, коли дізнався про наміри Альфреда Нобеля, який засновував щорічні премії, не включати премію з математики. Король Швеції Оскар II погодився фінансувати математичну премію імені Абеля, і математики Людвіг Сілов та Карл Штермер розробили статут та правила пропонованої премії. Проте, вплив Лі згас після його смерті, а роз'єднання Шведсько-норвезької унії у 1905 поклало край першій спробі створення Абелівської премії.
У 2001, коли інтерес до премії знов зріс, була сформована робоча група для розробки пропозиції, котра і була представлена прем'єр-міністру Норвегії у травні. У серпні 2001 норвезький уряд оголосив, що премію присуджуватимуть з 2002, до 200-річного ювілею Абеля. Насправді першу премію присудили 2003 року.
Для відзначення лауреатів і їхніх досягнень була заснована серія книг, один том на п'ять років. Перший том покриває роки 2003—2007.

## Лауреати
Список лауреатів Абелівської премії за всю історію нагородження:
- 2003: Жан-П'єр Серр (Колеж де Франс, Париж) «за ключову роль у наданні сучасної форми багатьом галузям математики, включаючи топологію, алгебраїчну геометрію і теорію чисел».
- 2004: Майкл Атья (Единбурзький університет) і Ізадор М. Зінгер (Массачусетський технологічний інститут) «за відкриття і доведення теореми про індекс, що з'єднала топологію, геометрію і аналіз, та за їхню видатну роль у наведенні нових мостів між математикою та теоретичною фізикою».
- 2005: Пітер Д. Лакс (Нью-Йоркський університет) «За видатний внесок у теорію і застосування рівнянь в часткових похідних та обчислення їхніх розв'язків».
- 2006: Леннарт Карлесон (Королівський технологічний інститут, Швеція) «за глибокий і фундаментальний внесок в гармонічний аналіз і теорію гладких динамічних систем».
- 2007: Сатхамангалам Ранга Ієнгар Срініваса Варадхан (Інститут математичних наук ім. Куранта, Нью-Йорк, США) «за фундаментальний внесок у теорію ймовірностей, і особливо за створення єдиної теорії великих відхилень».
- 2008: Джон Ґріґґз Томпсон (Флоридський університет) і Жак Тітс (Колеж де Франс, Париж) «За глибокі досягнення в алгебрі, зокрема за надання сучасної форми теорії груп».
- 2009: Михайло Громов (Institute des Hautes Études Scientifiques) «за революційний внесок у геометрію».
- 2010: Джон Тейт[en], Техаський університет «головному архітекторові теорії чисел за видатний слід в сучасній математиці»
- 2011: Джон Мілнор, «за піонерські відкриття в топології, геометрії та алгебрі»[3]
- 2012: Ендре Семереді (Математичний інститут Альфреда Реньї Угорської академії наук), за «фундаментальний внесок у дискретну математику і теорію інформатики, а також на знак визнання його глибокого і довгострокового внеску в адитивну теорію чисел і ергодичну теорію»
- 2013: П'єр Рене Делінь, за революційний внесок в алгебраїчну геометрію, що трансформував теорію представлень, теорію чисел та багато суміжних областей
- 2014: Яків Сінай (Принстонський університет), за фундаментальний внесок у вивчення динамічних систем, ергодичну теорію і математичну фізику
- 2015: Джон Форбс Неш і Луїс Ніренберг, за яскравий і оригінальний внесок у теорію нелінійних диференціальних рівнянь у частинних похідних і її застосування до геометричного аналізу[4][5][6]
- 2016: Ендрю Вайлс за доведення Великої теореми Ферма. [7]
- 2017: Ів Мейєр (Вища нормальна школа Парі-Сакле) «за ключову роль у розвиту математичної теорії вейвлетів»[8].
- 2018: Роберт Ленглендс (Інститут перспективних досліджень) «за прогностичну програму, що пов'язала теорію уявлень з теорією чисел»"[9].
- 2019: Карен Уленбек (Техаський університет) «за досягнення в роботі з геометричного аналізу та калібрувальної теорії поля»[10].
- 2020: Хіллел Фурстенберґ і Григорій Марґуліс «за новаторське використання методів ймовірності та динаміки в теорії груп, теорії чисел та комбінаториці».[11]
- 2021: Ласло Ловас і Аві Вігдерсон «за фундаментальний внесок до теоретичних комп'ютерних наук і дискретної математики, та провідну роль в оформленні їх як ключових галузей сучасної математики»[12].
- 2022: Денніс Салліван
- 2023: Луїс Каффареллі
- 2024: Мішель Талагран
- 2025: Масакі Кашівара(інші мови)

## Виноски
1. ↑  History of the Abel Prize. Архів оригіналу за 31 грудня 2011. Процитовано 10 червня 2012.
2. ↑  H. Holden; R. Piene, ред. (2010), The Abel Prize 2003–2007, Heidelberg: Springer, doi:10.1007/978-3-642-01373-7, ISBN 978-3-642-01372-0, архів оригіналу за 1 листопада 2009, процитовано 10 червня 2012
3. ↑  The Abel Prize awarded to John Milnor, Stony Brook University, NY. Архів оригіналу за 2 квітня 2015. Процитовано 29 березня 2015. [Архівовано 2015-04-02 у Wayback Machine.]
4. ↑  Philip Ball. 'Beautiful mind' John Nash adds Abel Prize to his Nobel // Nature, 25/03/2015 [Архівовано 26 квітня 2015 у Wayback Machine.](англ.)
5. ↑  До Нобелівської премії - ще й Абелівська // Zbruch, 29.03.2015. Архів оригіналу за 2 квітня 2015. Процитовано 29 березня 2015.
6. ↑  Математического «Нобеля» дали герою фильма «Игры разума» [Архівовано 20 квітня 2015 у Wayback Machine.](рос.)
7. ↑  Castelvecchi, Davide (15 березня 2016). Fermat's last theorem earns Andrew Wiles the Abel Prize. Nature. doi:10.1038/nature.2016.19552. Архів оригіналу за 20 травня 2019. Процитовано 16 березня 2016.
8. ↑  The Abel Prize Laureate 2017. The Norwegian Academy of Science and Letters. Архів оригіналу за 26 травня 2017. Процитовано 21 березня 2017. [Архівовано 2017-05-26 у Wayback Machine.]
9. ↑  The Abel Prize Laureate 2018. The Norwegian Academy of Science and Letters. Архів оригіналу за 23 березня 2018. Процитовано 20 березня 2018. [Архівовано 2018-03-23 у Wayback Machine.]
10. ↑  Karen Uhlenbeck first woman to win the Abel Prize. The Norwegian Academy of Science and Letters. Архів оригіналу за 24 травня 2019. Процитовано 19 березня 2019. [Архівовано 2019-05-24 у Wayback Machine.]
11. ↑  Архівована копія. Архів оригіналу за 18 березня 2020. Процитовано 19 березня 2020.{{cite web}}:  Обслуговування CS1: Сторінки з текстом «archived copy» як значення параметру title (посилання) [Архівовано 2020-03-18 у Wayback Machine.]
12. ↑  Архівована копія. Архів оригіналу за 17 березня 2021. Процитовано 18 березня 2021.{{cite web}}:  Обслуговування CS1: Сторінки з текстом «archived copy» як значення параметру title (посилання) [Архівовано 2021-03-24 у Wayback Machine.]